# مصطفى العلاوي
مصطفى العلاوي (من مواليد 30 مايو 1983) هو لاعب كرة قدم مغربي يشغل مركز مهاجم، ولد في فاس، وقد بدأ مسيرنه في نادي المغرب الفاسي. انضم في وقت لاحق إلى نادي الجيش الملكي في صيف عام 2005، وسجل له 42 هدفا في أربعة مواسم قضاها معه، وفي 14 أغسطس 2009 وقع المهاجم المغربي لنادي غانغان الفرنسي قادما من الجيش الملكي في صفقة مدتها ثلاث سنوات. والذي سجل له 10 اهداف. بعدها إنتقل إلى الوداد البيضاوي لمدة موسم 2011-2012 وسجل له 9 اهداف، ثم انتقل إلى نادي شين يانغ شين بين في الدوري الصيني الذي اكمل معه موسم سنة 2012 وسجل له 5 اهداف، ليعود إلى الدوري المغربي عبر نادي الجيش الملكي موسم 2012-2013 وإحتل معه مركز الوصيف بالدوري المغربي وسجل له 8 اهداف. ثم انتقل إلى نادي خيطان بالدوري الكويتي لمدة موسم 2013-2014 قادما من الجيش الملكي وسجل له 17 هدفا، ليعرج إلى نادي النصر بنفس الدوري الذي لعب له موسم 2014-2015.

## روابط خارجية
- مصطفى العلاوي على موقع قاعدة بيانات كرة القدم.إي يو (الإنجليزية)
- مصطفى العلاوي على موقع ناشيونال فوتبول تيمز (الإنجليزية)
- مصطفى العلاوي على موقع أوليمبيديا (الإنجليزية)